# Jerry Aerts (cultuurmanager)

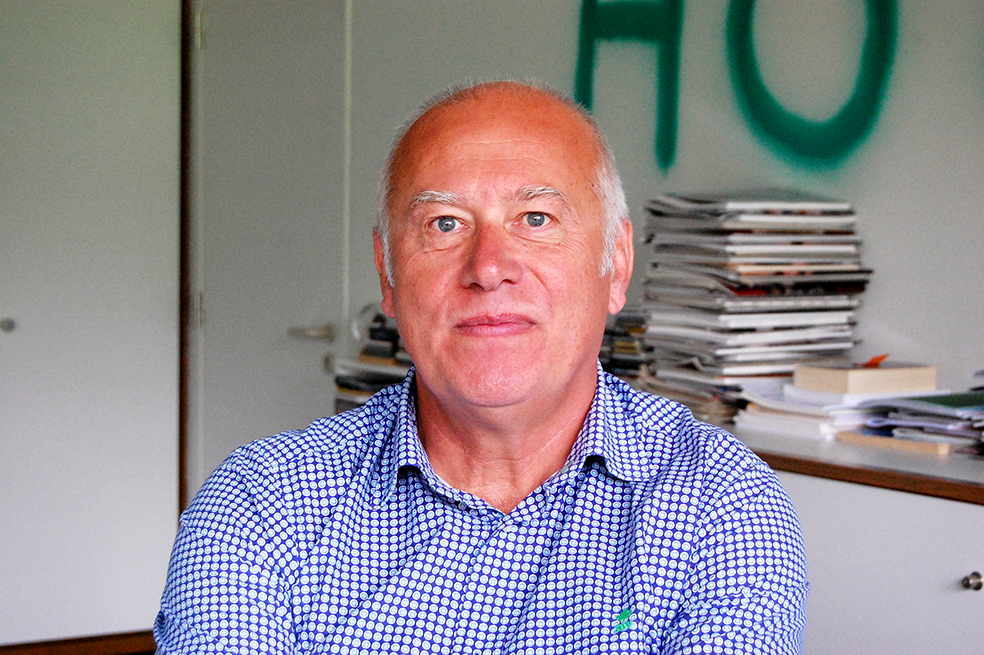
Jerry Aerts

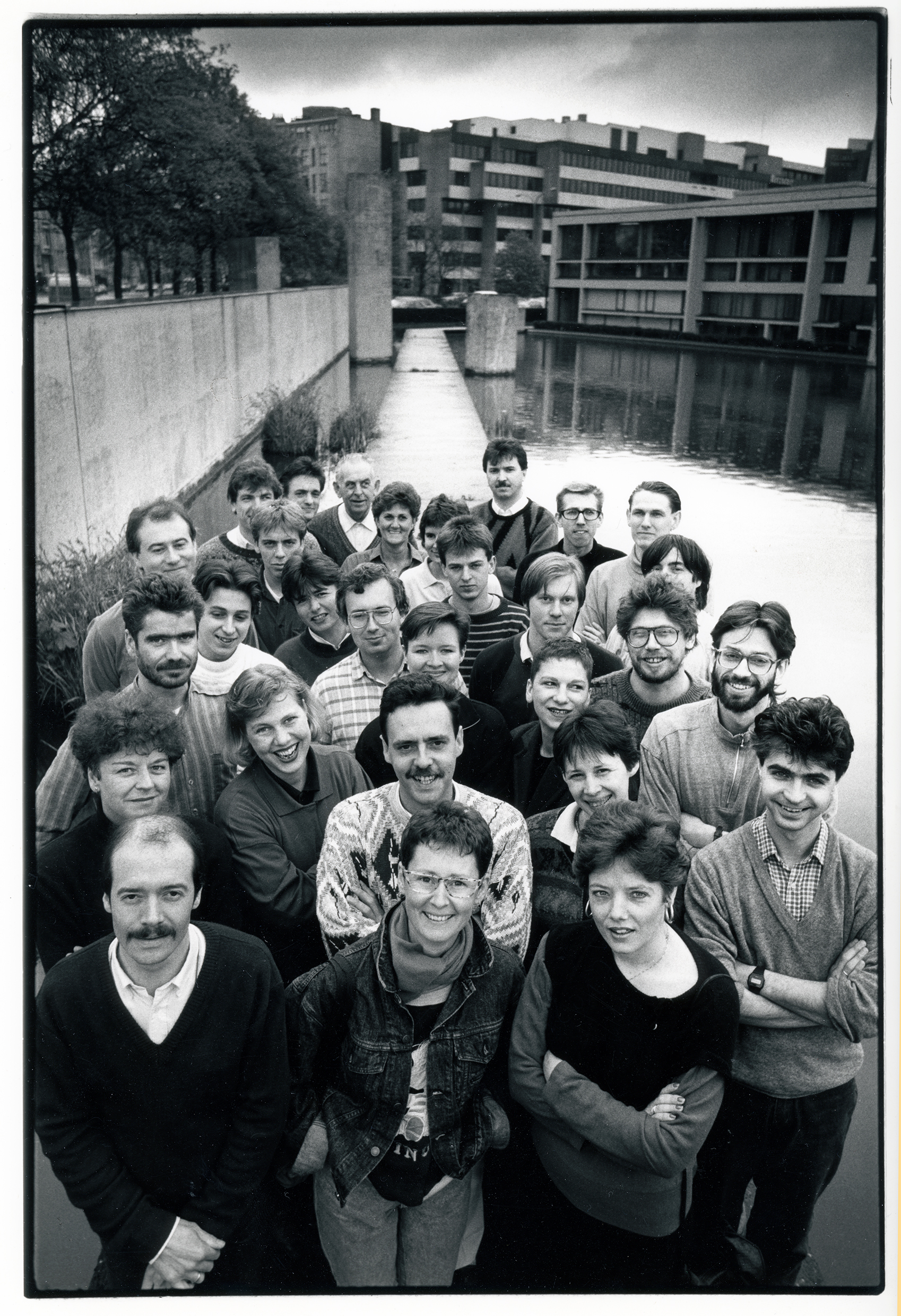
Groepsfoto personeel deSingel 1989 met Jerry Aerts (eerste links, vierde rij)

Jerry Aerts (1955) is een cultuurmanager. Hij was artistiek directeur van internationale kunstencampus deSingel tussen 1992 en 2020.

## Jeugd
Zijn vader, de contrabassist Maurice Aerts, maakte deel uit van het Nationaal Orkest van België en van het contrabaskwartet van de Munt. Hij gaf ook les aan het Conservatorium van Brussel. Als jongeman speelde Jerry Aerts klassieke gitaar. Hij speelde in verschillende combo's, zoals De Zennegatbluesband, en trad op bij Nonkel Bob. Als studierichting koos hij voor pers- en communicatiewetenschappen. In 1978 studeerde hij af.

## Carrière
In 1984 begon Jerry Aerts bij deSingel te werken, als programmamedewerker voor jeugdtheater en muziek. Daarna werd hij adjunct directeur en in 1992 nam hij de functie van algemeen directeur over van Frie Leysen. Tegelijkertijd bleef hij programmator van klassieke muziek, wat hij ook deed voor de Antwerpse Elisabethzaal. Hij had als directeur een sterke voeling met zijn publiek, waardoor hij bijvoorbeeld vaak mee de deuren van voorstellingen opende om de mensen te verwelkomen.
Toen Antwerpen in 1993 Culturele Hoofdstad van Europa werd, sloot Aerts een deal met Eric Antonis, intendant van Antwerpen ‘93. Met deSingel zou hij evenveel investeren in het evenement als de organisatie van Antonis. Dit leverde een enorme publieksopkomst op, wat nieuwe mediasponsordeals opleverde, wat op zijn beurt meer concerten en voorstellingen mogelijk maakte.
In 2010 kwam er onder zijn leiding een uitbreiding van het deSingel-gebouw. Het oorspronkelijke ontwerp van Leon Stynen werd uitgebreid met 20.000 vierkante meter en een nieuw gebouw van architect Stéphane Beel. De woorden 'Theater, Muziek, Dans, Architectuur' prijken in grote letters op het tweede bouwwerk, waar nu meer ruimte is voor grote én kleine producties, voor repetities en tentoonstellingen.
Op 1 september 2020 ging Aerts met pensioen en werd hij opgevolgd door Hendrik Storme, artistiek directeur van het Festival van Vlaanderen Brussel. Tijdens het officiële afscheid van Aerts kregen de genodigden een boek als aandenken, met daarin eerbetuigingen van Chantal Pattyn, Johan Thielemans, Dirk Roofthooft, Jan Caeyers, Jos van Immerseel, Jan Vanriet, Josse De Pauw, Kris Defoort, Liesa Van der Aa, Philippe Herreweghe, Annelies Van Parys, Joost Maegerman, Sihame El Kaouakibi, The Colorist Orchestra, Wivina Demeester, Yves Desmet, en vele anderen.

## Onderscheidingen
In 2005 werd hij door de Universiteit Antwerpen uitgeroepen tot Cultuurmanager van het Jaar. Voor zijn "continue inzet voor productontwikkeling, het stimulerende optreden bij de introductie van nieuwe ICT-toepassingen, het leiderschap bij de internationale profilering van zijn instelling en de algemene waardering voor zijn inbreng in externe organisaties en commissies" kreeg hij deze prijs, ten bedrage van 4.000 euro.
Hij ontving in 2019 de Klara Carrièreprijs, voor het "opwaarderen van deSingel tot een van de 9 grote instellingen van de Vlaamse Gemeenschap".
De Vlaamse Vereniging voor Bestuur en Beleid (VVBB) reikte in januari 2020 haar carrièreprijs in de publieke sector uit aan Jerry Aerts, omdat onder zijn beleid deSingel uitgroeide tot een multidisciplinaire plek rond podiumkunsten, architectuur en muziek.